# Cimetière communal de Neuilly-Plaisance
Le cimetière de Neuilly-Plaisance, est un cimetière se trouvant 23 Chemin de Meaux à Neuilly-Plaisance en Seine-Saint-Denis.

## Historique
Ce cimetière est relativement récent, car la création de la ville ne date que de 1892.

## Description
Le cimetière accueille un carré militaire.
Ce carré militaire formé par des tombes de Nocéens « Morts pour la France » lors des différents conflits, encadre au centre la tombe d’un soldat de l’Infanterie de Marine (guerre 1870-1871), dont le nom est inconnu.
Il s'y trouve aussi un carré de corps restitués.

## Personnalités
- Jean Bachelet, mort de ses blessures le 25 août 1944, membre du Mouvement de Libération Nationale[5].
- Charles Cathala (1914-1996), ancien sénateur-maire de Neuilly-Plaisance[6].